# برونيخرفين
برونيخرفين هي بلدة هولندية بمقاطعة درينته. وهي جزء من بلدية بورخر- أودورن, وتقع حوالي 19 كم شرق بلدية أسن.